# Peter Zeipelt
Peter Zeipelt (1946) is een hedendaags Oostenrijks componist, muziekpedagoog, dirigent en koperblazer. Hij speelt trompet, tenorhoorn, kornet, flügelhorn en althoorn.

## Levensloop
Zeipelt was na zijn studie werkzaam als muziekleraar. Hij werd directeur van de muziekschool van de hoofdstad van de Oostenrijkse deelstaat Neder-Oostenrijk. Hij richtte in 1984 een harmonieorkest op in deze muziekschool, dat zich goed ontwikkelde. Het orkest bestaat uit ruim 60 jonge actieve musici. Zij verzorgen een reeks concerten in Sankt Pölten. Zeipelt maakte met dit orkest ook concertreizen naar Parijs-Clichy, Frankrijk, Heidenheim en Passau, Duitsland en Klagenfurt, Karinthië. 
Als componist schreef hij een reeks marsen voor harmonieorkest.